# Antony Padiyara
Antony Padiyara (ur. 11 lutego 1921 w Manimala, zm. 23 marca 2000 w Kakkanad) – indyjski duchowny katolicki obrządku malabarskiego, kardynał, arcybiskup większy Ernakulam-Angamaly.

## Życiorys
Urodził się w rodzinie katolickiej obrządku malabarskiego. Po ukończeniu Regionalnego Seminarium św. Piotra w Bangalore przeszedł na obrządek łaciński i przeniósł się do łacińskiej diecezji Coimbatore. 19 grudnia 1945 roku otrzymał święcenia kapłańskie i rozpoczął działalność duszpasterską jako wikariusz w parafii Godiveri, po czym został proboszczem parafii Killegal, a następnie parafii Ootacamund. W 1952 roku mianowano go rektorem Niższego Seminarium Diecezjalnego, a następnie otrzymał katedrę wykładowcy w Regionalnym Seminarium św. Piotra w Bangalore. 13 lipca 1955 roku została utworzona diecezja Ootacamund w ramach metropolii Madrasu (Madras). 16 października otrzymał sakrę biskupią, zostając pierwszym ordynariuszem nowo powstałej diecezji. Kierował nią przez 15 lat, zaś 14 czerwca 1970 roku został mianowany arcybiskupem metropolitą Changanacherry obrządku malabarskiego. Pod jego kierownictwem powstały w metropolii liczne parafie i dwa instytuty specjalistyczne, odpowiedzialne za formację misyjną oraz za kształcenie teologiczne świeckich. Po śmierci kard. Josepha Paracattila, 23 kwietnia 1985 roku został jego następcą jako pasterz malabarskiego arcybiskupstwa Ernakulam-Angamaly. Jan Paweł II podniósł go do godności kardynalskiej z tytułem prezbitera Santa Maria “Regina Pacis” a Monte Verde na konsystorzu 28 czerwca 1988 roku. 16 grudnia 1992 roku otrzymał tytuł arcybiskupa większego Ernakulam-Angamaly. 11 listopada 1996 roku zrezygnował z rządów archidiecezją z powodu ukończenia 75 lat.